# Stratiomys lugubris
Stratiomys lugubris är en tvåvingeart som beskrevs av Friedrich Hermann Loew 1871. Stratiomys lugubris ingår i släktet Stratiomys och familjen vapenflugor. Inga underarter finns listade i Catalogue of Life.